# Berliet 1 CB
Le Berliet 1 CB est un autocar construit par la société française Berliet à partir de 1911. Il s’est illustré notamment en étant utilisé pour la liaison PLM de la route des Grandes Alpes ; 41 véhicules seront achetés en 1911.
Il était entièrement décapotable et transportait 12 à 15 personnes. Son moteur à quatre cylindres de marque Berliet développait 22 cv et avait une cylindrée de 5,3 litres (110x140). Il était pourvu d’un refroidissement à eau, d’un embrayage disques de bronze et d’acier, et d’une boîte quatre vitesses.
Sa vitesse de croisière était de 25 km/h en plaine et de 15 km/h dans les cols. Il pouvait atteindre la vitesse maxi de 45 km/h.

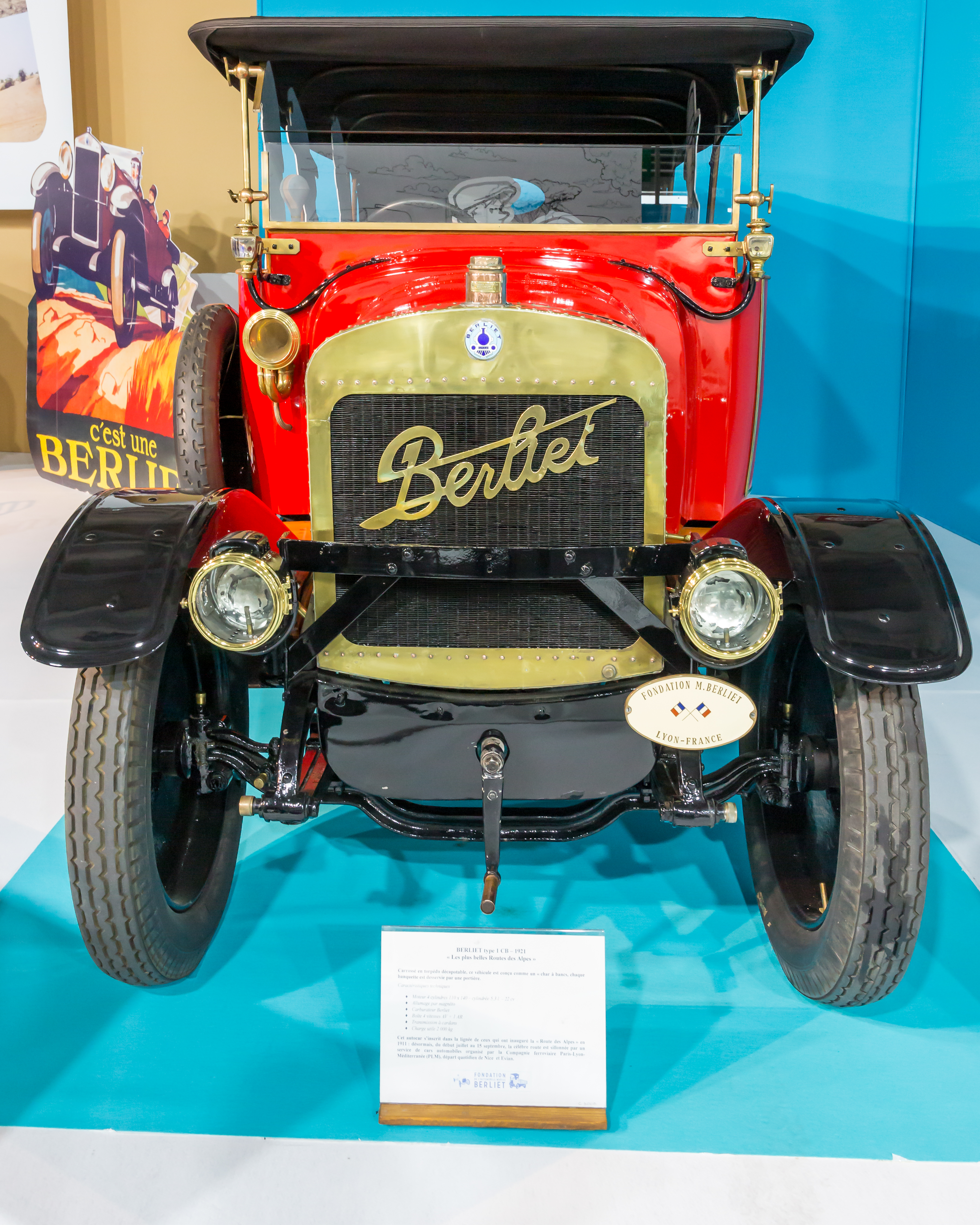

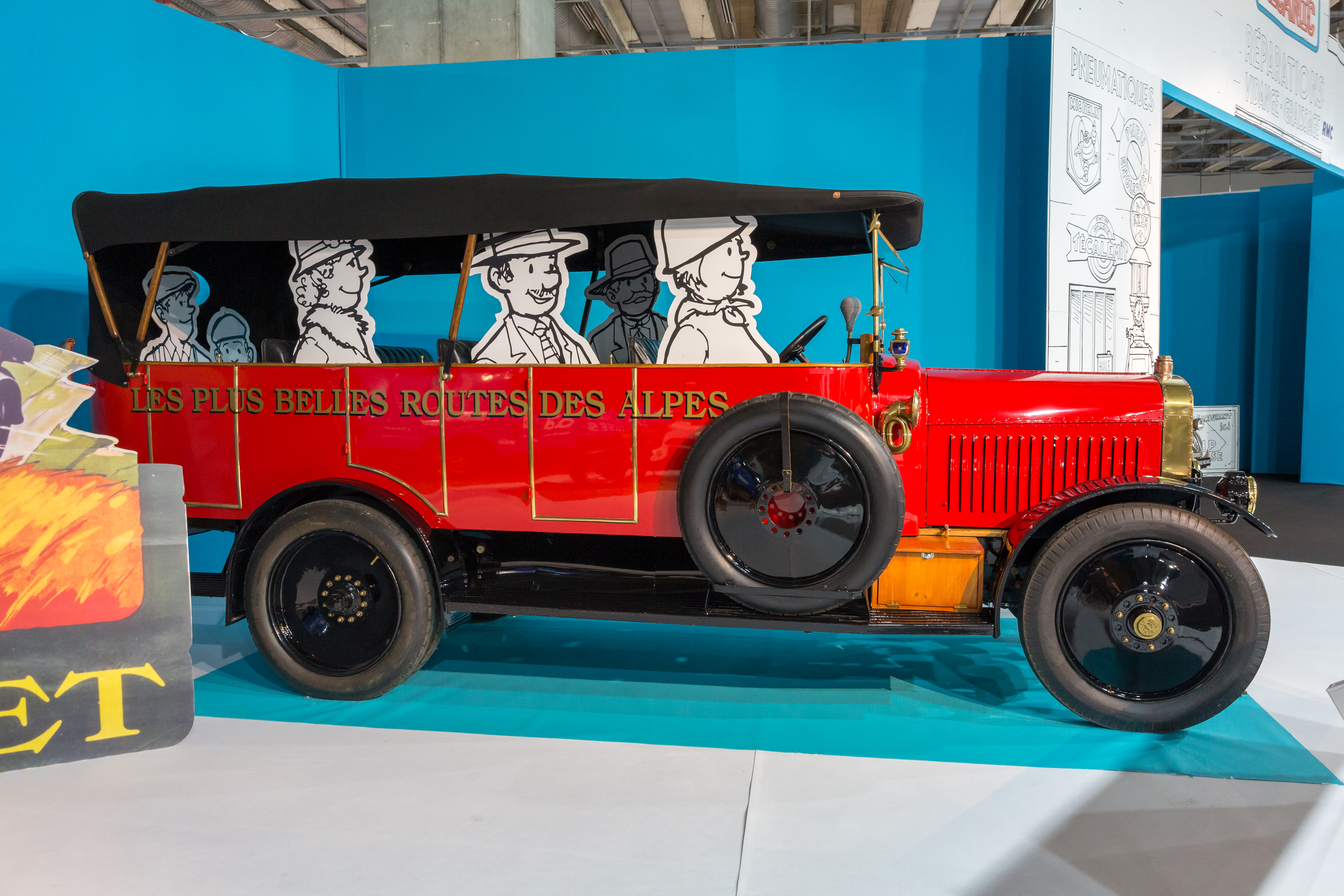

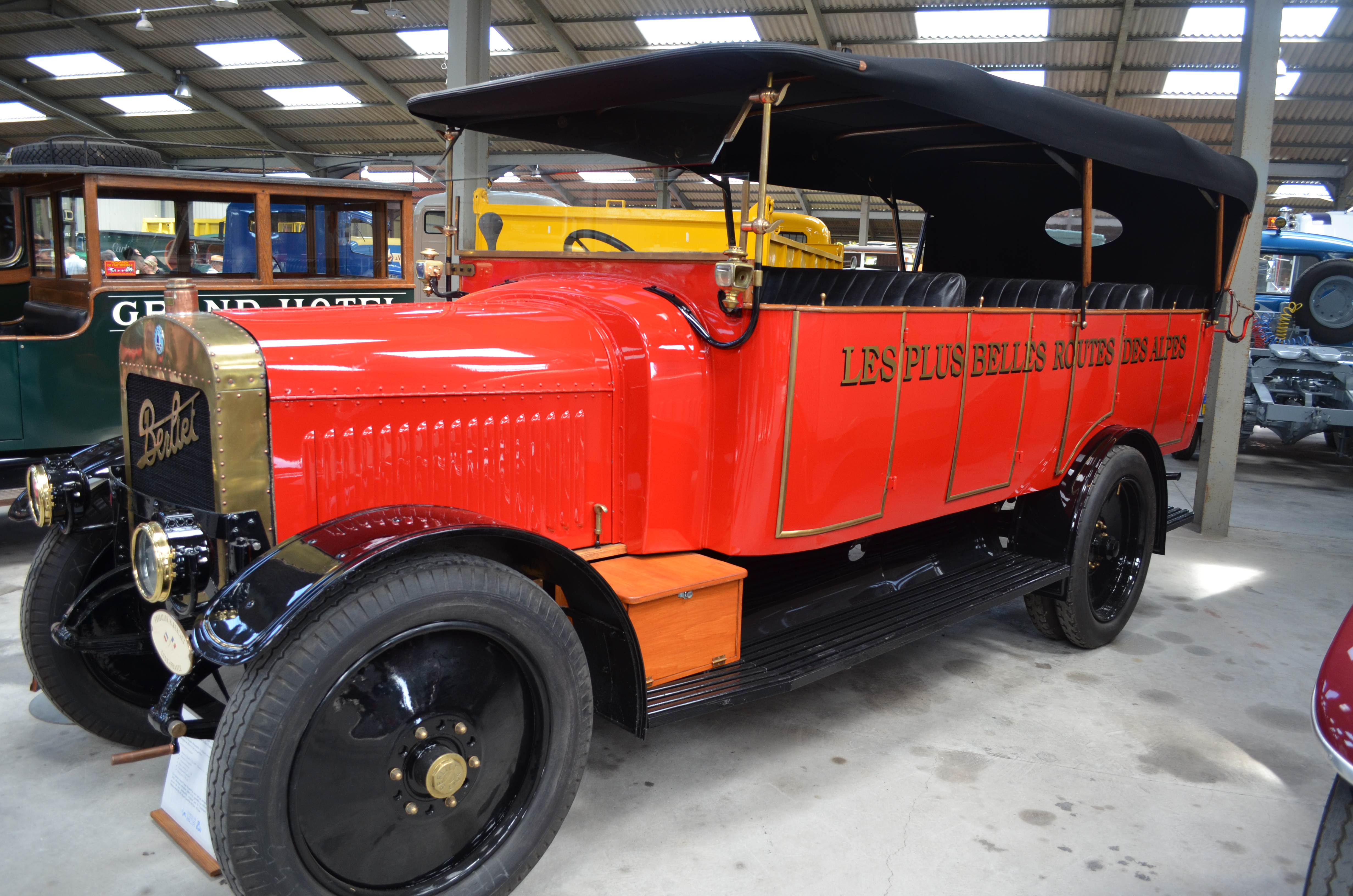